# Шпреталь (Шпреталь)
Шпре́таль или Спре́вины-Дол (нем. Spreetal; в.-луж.  Sprjewiny Doł) — деревня в Верхней Лужице, Германия. Входит в состав коммуны Шпреталь района Баутцен в земле Саксония. Подчиняется административному округу Дрезден.

## География
Находится в южной части района Лужицких озёр на северном берегу искусственного Спревинодольского озера среди обширного лесного массива непосредственно при границе междц федеральными землями Бранденбург и Саксония. На западе от деревни проходит автомобильная дорога В 97. На северо-западе от деревни располагается Индустриальный парк «Шварце-Пумпе».
Соседние населённые пункты: на севере — деревня Царна-Плумпа (входит в городские границы Шпремберга), на востоке — деревня Шпрейцы и на юго-востоке — деревня Нова-Вес.

## История
Деревня была построена в 1915—1918 как рабочий посёлок соседней угольной шахты Hoffnung III, уголь которой использовался для электростанции в Траттендорфе. Первоначально посёлок назывался как Шпреталь, потом — Бригитта, в 1947 году ему было возвращено его первое название. До 1990 года граница между Бранденбургом и Саксонией проходила через деревню. После объединения Германии был организован опрос жителей, которые высказались против сложившейся ситуации и граница между федеральными землями была передвинута севернее деревни.
С 1996 года входит в состав современной коммуны Шпреталь.
В настоящее время деревня входит в состав культурно-территориальной автономии «Лужицкая поселенческая область», на территории которой действуют законодательные акты земель Саксонии и Бранденбурга, содействующие сохранению лужицких языков и культуры лужичан.

## Население
Официальным языком в населённом пункте, помимо немецкого, является также верхнелужицкий язык.